# Швейцарска народна партия
Швейцарската народна партия (на немски: Schweizerische Volkspartei; на романшки: Partida Populara Svizra), наричана също Демократичен съюз на центъра (на френски: Union démocratique du centre; на италиански: Unione Democratica di Centro), е дясна националноконсервативна политическа партия в Швейцария.
Тя е основана през 1971 г. със сливането на Партията на селяните, занаятчиите и гражданите и по-малката Демократическа партия.
Първоначално сред второстепенните партии в швейцарския парламент, през 1990-те години под ръководството на Кристоф Блохер тя е реорганизирана, заема подчертано консервативни и националистически позиции и се превръща в най-влиятелната партия в страната.
Традиционно Швейцарската народна партия получава най-добрите си резултати в протестантските немскоезични кантони, като Цюрих и Берн.
На федералните избори през 2007 г. Швейцарската народна партия получава 28,9% от гласовете, 62 места в Националния съвет и 7 места в Съвета на щатите, през 2011 г. – 26,6% от гласовете и 54 места в Националния съвет, а през 2015 г. – 29,4% от гласовете и 65 депутатски места.